# Stefan Dübel
Stefan Dübel (* 13. Januar 1960 in Hanau, Hessen) ist ein deutscher Biologe. Er ist seit Oktober 2002 Professor an der Technischen Universität Braunschweig und Leiter der Abteilung Biotechnologie des Instituts für Biochemie, Biotechnologie und Bioinformatik.

## Ausbildung und Beruf
Stefan Dübel studierte von 1978 bis 1983 Biologie an der Johannes Gutenberg-Universität Mainz und an der Ruprecht-Karls-Universität Heidelberg. Im Anschluss absolvierte er seinen Zivildienst. Von 1986 bis 1989 promovierte er am Zentrum für Molekulare Biologie der Universität Heidelberg. Anschließend war er Postdoc am Deutschen Krebsforschungszentrum, wo er zusammen mit Frank Breitling maßgeblich zur Entwicklung des Antikörper-Phagendisplays und menschlicher und synthetischer Antikörper-Genbibliotheken zur Herstellung menschlicher Antikörper beitrug, sowie am Institut für Zellbiologie und Immunologie der Universität Stuttgart. Von 1996 bis 2001 war er Gruppenleiter an der Abteilung für Molekulargenetik der Universität Heidelberg, an der er 1997 bei Ekkehard Bautz habilitierte. Von 2001 bis 2002 war er CSO der LifeBits AG. Seit Oktober 2002 ist er Professor an der Technischen Universität Braunschweig. Er ist Mitgründer von mehreren Biotechfirmen, u. a. einer Firma für die tierversuchsfreie Herstellung von Antikörpern (Abcalis) und der YUMAB. Zusammen mit Frank Breitling ist er Verfasser des ersten deutschsprachigen Lehrbuchs über Rekombinante Antikörper und zusammen mit Janice Reichert Herausgeber des mehrbändigen Handbook of therapeutic antibodies.
Zusammen mit Michael Hust und Gundram Jung initiierte er das Corona-Antibody-team (CORAT), welches neutralisierende menschliche Antikörper zur Behandlung von COVID-19 in Zusammenarbeit mit André Frenzel und Thomas Schirrmann (YUMAB) entwickelt, und aus dem mit Unterstützung des Landes Niedersachsen die CORAT Therapeutics GmbH hervorging.

## Forschungsarbeiten
Rekombinante Antikörper, Antikörper, Phagen-Display, Proteomforschung, therapeutische Antikörper.

## Auszeichnungen
- 2013 Entrepreneurship-Award der TU Braunschweig und Ostfalia[10]
- 2014 LehrLEO Preis für gute Lehre der TU Braunschweig[11]
- 2015 Innovation in Biotechnology Award der American Association of Pharmaceutical Scientists (AAPS)[12]
- 2016 Technologietransferpreis der IHK Braunschweig[13]
- 2017 1. Preis des Innovationsnetzwerks Niedersachsen[14]
- 2018 Gewinner des GO-Bio-Wettbewerbs (mit dem NordenVaccines-Team)[15]
- 2019 Innovationspreis der BioRegionen Deutschlands (mit dem NordenVaccines-Team)[Link zur Pressemeldung]
- 2020 Durchstarterpreise der NBank (1. Platz mit dem CORAT Therapeutics-Team, Kategorie Corona Solution, 1. Platz mit dem Abcalis-Team, Kategorie „Science Spin-off“, 3. Platz mit dem Norden Vaccines Team, Kategorie Newcomer)
- 2020 Zweifacher Gewinn des Innovationspreises des Landes Niedersachsen (mit den Teams von Abcalis und Corat)[Link zur Pressemeldung]
- 2022 ECEAE Preis für tierversuchsfreie Antikörperherstellung [Link zur ECEAE-Webseite]
- 2022 Gründungspreis Braunschweig (mit dem Abcalis-Team)